# Егика
Егика или Ергика (610—702) је био визиготски краљ у Хиспанији од 687. године па до своје смрти.
Оженио се Сиксилом, кћерком свог претходника Ервига, који је пре своје смрти прогласио Егику својим наследником и послао га на двор у Толедо да буде крунисан. Након што се Егика оженио Ервиговом кћерком, Ервиг га је натерао да се закуне да ће штитити Ервигову децу. Пре него што је умро, Ервиг је тражио од Егике да положи још једну заклетву — да ће увек бити праведан према својим поданицима.
Убрзо након крунисања, Егика је сазвао XV сабор у Толеду, 11. маја 688. године, на ком је тврдио да су две заклетве контрадикторне, јер да би „био праведан према људима“ морао је „да нанесе зло Ервиговој деци“, па је зато затражио од бискупа да га ослободе или једне или друге заклетве, чему се успротивио Јулијан Толедски. Када је сабор дозволио Егики да напусти своју жену, ослободио се заклетве да ће штитити Ервигову децу, али само делимично. Егика је сачекао смрт Јулијана Толедског (690) да сазове други провинцијски сабор у Тарагони, на ком је Ервигова удовица, Леовигота, била послата у манастир.
Године 691. Егика је почео градњу цркве Сан Педро де ла Наве у Замори.
Године 693. Сисиберт, митрополит Толеда, повео је устанак против Егике у име Сунифреда који је претендовао на престо. Побуњеници су једно време имали под контролом Толедо. Такође су ковали новац са именом узурпатора. План да се убије Егика, удовица Леовигота и још неколико других угледних званичника је пропао, Сисеберт је био ухваћен и екскомунициран. Такође су његови потомци били лишени сваке могућности да добију било какво место званичника, а сви побуњеници или потомци побуњеника који би могли да се побуне против Егике били су продати у робље, а њихова имовина конфискована. Ови поступци су легитимизовани на XVI сабору у Толеду који је Егика сазвао 693. године.
Такође је унео измене у Готски законик. Године 694. XVII сабору у Толеду, Егика је донео нове антијеврејске законе, као што је била забрана бавељења трговином или повећање пореза. Такође је донео закон по ком све јеврејске породице су морале да предају децу кад напуне седам година да се одгајају и васпитају у хришћанским домовима у хришћанском духу. Међутим, постоје озбиљне сумње да су се ови закони заиста и примењивали у пракси. Такође је донео и низ пооштрења у законима о одбеглим робовима.
Пре него што је умро, прогласио је својим наследником свог сина, Витицу који је у то доба био малолетан. Умро је 702. године, природном смрћу.